# Geox-TMC
Geox-TMC (Kod UCI: GEO) – hiszpańska zawodowa grupa kolarska istniejąca w latach 2004–2011. Do 2010 zespół posiadał licencję ProTour i ścigał się wśród dwudziestu najlepszych ekip kolarskich. W związku ze stosowaniem dopingu przez Riccardo Riccò i Leonardo Piepolego firma Saunier Duval zrezygnowała ze sponsorowania grupy. Od tego czasu ekipa zmieniła nazwę na Fuji-Servetto. Głównymi sponsorami ekipy zostali: Fuji - firma produkująca rowery i Servetto - firma zajmująca się wyposażeniem wnętrz.

## Nazwa grupy w poszczególnych latach
| lata      | nazwa                |
| --------- | -------------------- |
| 2004–2007 | Saunier Duval-Prodir |
| 2008      | Saunier Duval-Scott  |
| 2008      | Scott-American Beef  |
| 2009      | Fuji-Servetto        |
| 2010      | Footon-Servetto      |
| 2011      | Geox-TMC             |

## Skład w 2009
| Imię i Nazwisko      | Data urodzenia | Kraj      | Zespół w 2008                |
| Paolo Bailetti       | 15/07/1980     | Włochy    | LPR Brakes                   |
| José Alberto Benítez | 14/11/1981     | Hiszpania | Scott-American Beef          |
| Iker Camaño          | 14/03/1979     | Hiszpania | Scott-American Beef          |
| David Cañada         | 11/03/1975     | Hiszpania | Scott-American Beef          |
| Eros Capecchi        | 13/06/1986     | Włochy    | Scott-American Beef          |
| Ermanno Capelli      | 09/05/1985     | Włochy    | Scott-American Beef          |
| Hilton Clarke        | 11/07/1979     | Australia | Toyota-United                |
| Juan José Cobo       | 11/02/1981     | Hiszpania | Scott-American Beef          |
| David de la Fuente   | 04/05/1981     | Hiszpania | Scott-American Beef          |
| Jesús del Nero       | 16/03/1982     | Hiszpania | Scott-American Beef          |
| Iván Domínguez       | 25/05/1976     | Kuba      | Toyota-United                |
| Arkaitz Durán        | 18/05/1985     | Hiszpania | Scott-American Beef          |
| Alberto Fernández    | 17/09/1984     | Hiszpania | Scott-American Beef          |
| Ángel Gómez          | 13/05/1981     | Hiszpania | Scott-American Beef          |
| Héctor González      | 16/05/1986     | Hiszpania | Scott-American Beef          |
| Beñat Intxausti      | 20/03/1986     | Hiszpania | Scott-American Beef          |
| Josep Jufré          | 05/08/1975     | Hiszpania | Scott-American Beef          |
| Fredrik Kessiakoff   | 17/05/1980     | Szwecja   | –                            |
| Robert Kiserlovski   | 09/08/1986     | Chorwacja | Amica Chips                  |
| Javier Megías        | 30/09/1983     | Hiszpania | Scott-American Beef          |
| Daniele Nardello     | 02/08/1972     | Włochy    | Serramenti PVC Diquigiovanni |
| Fabrice Piemontesi   | 16/08/1983     | Włochy    | Team Piemonte                |
| Ricardo Serrano      | 04/08/1978     | Hiszpania | Team CSC Saxo Bank           |
| Boris Shpilevsky     | 20/08/1982     | Rosja     | Toyota-United                |
| Andrea Tonti         | 16/02/1976     | Włochy    | Quick Step                   |
| Davide Vigano        | 12/06/1984     | Włochy    | Quick Step                   |
| William Walker       | 31/10/1985     | Australia | Rabobank                     |
| Cameron Wurf         | 03/08/1983     | Australia | Team Volksbank               |